# Elise Brandt
Anna Elisabeth (Elise) Brandt, född 15 maj 1810 i Luleå, död 17 februari 1884 i Stockholm, var en svensk konstnär (målare) och teckningslärare. 
Hon var dotter till guldsmeden Erik Brandt. Hon studerade konst för Joseph von Reis och Johan Ringdahl i Stockholm, vid Konstakademien, i Tyskland, samt i Louvren i Paris under Jean-Baptiste-Ange Tissier under 1850- och 60-talen. Under sin tid i Frankrike avporträtterade hon franska kejsarparet, vars tavlor inköptes av Karl XV. Hon medverkade i utställningar med Dalarnas konstförening, Norrlands konstförening och hon var representerad i Föreningen Svenska Konstnärinnors utställning på Konstakademien 1911. Hon målade genremålningar, landskap och porträtt, i olja och pastell, samt utförde kopieringar.  
Efter sin återkomst till Sverige arbetade hon som lärare vid Wallinska skolan i Stockholm. Hon blev 1850 medlem i Artisternas och Litteratörernas Pensionskassa, och blev 1855 suppleant i Svenska lärarinnors pensionsförening. År 1858 grundade hon ett ritnings- och målningsinstitut "för unga fruntimmer" vid Brunkebergstorg i Stockholm. Bland hennes elever fanns Christine Sundberg. Elise Brandt är begravd på Norra begravningsplatsen utanför Stockholm.